# Robert Thornton (dartsjátékos)
Robert Thornton (Irvine, 1967. július 17. –) skót dartsjátékos. 2004-től 2008-ig a British Darts Organisation, majd 2008-tól 2020-ig a Professional Darts Corporation tagja. 2012-ben UK Opent, 2015-ben World Grand Prix-t nyert a PDC-nél. Beceneve "The Thorn".

## Pályafutása
Thornton 2002-ben a BDO-nál kezdte a pályafutását, ahol 2008-ig játszott. Világbajnokságra először 2005-ben tudta kvalifikálni magát. Ezen a világbajnokságon a negyeddöntőig jutott, ahol az angol Darryl Fitton ellen esett ki. A BDO világbajnokságon ez a legjobb eredménye, amit még egyszer, 2008-ban tudott megismételni, ahol Martin Adams ellen esett ki.
2007-ben megnyerte a Winmau World Masters-t, amelynek döntőjében Darryl Fittont verte meg.
A következő évben megnyerte a holland nyílt dartsbajnokságot, a Dutch Opent. Miután sikeresen kvalifikálta magát a UK Open versenyre, 2008 májusában csatlakozott a PDC-hez. Thornton viszonylag gyorsan, 9 hónap alatt bekerült a világranglistán a legjobb 32 közé, így a 2009-es világbajnokságra kvalifikálta magát.
Első PDC-dartsvilágbajnokságán a legjobb 32-ig jutott, ahol Wayne Mardle állította meg. 
2009-ben játszotta első kiemelt tornáját a PDC-nél a Players Championship Finals-en. Ezt a döntőt Phil Taylor ellen vesztette el.
2012-ben megnyerte első nagytornáját, amely a UK Open volt. A döntőben Phil Taylort verte 11–5-re.
2014 októberében James Wade-del elsőként játszottak le egy olyan mérkőzést, ahol mindkettőjüknek sikerült egy  dupla beszállós kilencnyilast dobniuk.
2015 októberében megnyerte második PDC kiemelt versenyét is, a World Grand Prix-t. A döntőben Michael van Gerwent győzte le 5–4 arányban.

## Tornagyőzelmei

### PDC
Players Championship
- Players Championship (DUB): 2012
- Players Championship (SCO): 2009
- Players Championship (WIG): 2013, 2014 (x3)

UK Open Regionals/Qualifiers
- Regional Final (SCO): 2009
- UK Open Qualifier: 2013

European Tour Events
- European Darts Open: 2015

### Egyéb tornagyőzelmek
- Australian Open Players Championship: 2008
- Central Scotland Open: 2007
- Dutch Open: 2008
- Killarney Pro Tour: 2013
- Portland Open: 2009
- Revesby Workers Club Open: 2010
- Scottish Masters: 2007
- MODUS Online Darts League Phase 5: 2021
- British International Championships: 2008
- World Seniors Darts Championship: 2022, 2023
- World Seniors Darts Matchplay: 2022

## Döntői

### BDO nagytornák: 1 döntős szereplés
| Eredmény | Sorszám | Év   | Bajnokság     | Ellenfél a döntőben | Pontok   |
| Győztes  | 1.      | 2007 | World Masters | Darryl Fitton       | 7–5 (sz) |

### PDC nagytornák: 4 döntős szereplés
| Történet                          |
| Grand Slam (0–1)                  |
| UK Open (1–0)                     |
| World Grand Prix (1–0)            |
| Players Championship Finals (0–1) |

| Eredmény | Sorszám | Év   | Bajnokság                   | Ellenfél a döntőben | Pontok   |
| Döntős   | 1.      | 2009 | Players Championship Finals | Phil Taylor         | 9–16 (l) |
| Győztes  | 1.      | 2012 | UK Open                     | Phil Taylor         | 11–5 (l) |
| Döntős   | 2.      | 2013 | Grand Slam of Darts         | Phil Taylor         | 6–16 (l) |
| Győztes  | 2.      | 2015 | World Grand Prix            | Michael van Gerwen  | 5–4 (sz) |

### PDC World Series of Darts tornák: 1 döntős szereplés
| Történet                    |
| World Series of Darts (0–1) |

| Eredmény | Sorszám | Év   | Bajnokság           | Ellenfél a döntőben | Pontok   |
| Döntős   | 1.      | 2016 | Perth Darts Masters | Michael van Gerwen  | 4–11 (l) |

### Szenior nagytornák: 3 döntős szereplés
| Eredmény | Sorszám | Év   | Bajnokság                        | Ellenfél a döntőben | Pontok    |
| Győztes  | 1.      | 2022 | World Seniors Darts Championship | Martin Adams        | 5–1 (sz)  |
| Győztes  | 2.      | 2022 | World Seniors Darts Matchplay    | Phil Taylor         | 12–10 (l) |
| Győztes  | 3.      | 2023 | World Seniors Darts Championship | Richie Howson       | 5–2 (sz)  |

1. 1 2 3 4  (l) = pontszám legekben, (sz) = pontszám szettekben.

## Televíziós 9 nyilasai
| Időpont          | Ellenfél   | Torna            | Kombináció                                | Díjazás |
| ---------------- | ---------- | ---------------- | ----------------------------------------- | ------- |
| 2014. október 8. | James Wade | World Grand Prix | D20, 2 x T20; 3 x T20; T20, T17, bullseye | 2000 £  |

## Világbajnoki szereplései

### BDO
- 2005: Negyeddöntő (vereség  Darryl Fitton ellen 0–5)
- 2008: Negyeddöntő (vereség  Martin Adams ellen 4–5)

### PDC
- 2009: Második kör (vereség  Wayne Mardle ellen 3–4)
- 2010: Harmadik kör (vereség  Phil Taylor ellen 1–4)
- 2011: Harmadik kör (vereség  Adrian Lewis ellen 1–4)
- 2012: Második kör (vereség  Adrian Lewis ellen 2–4)
- 2013: Harmadik kör (vereség  Phil Taylor ellen 0–4)
- 2014: Harmadik kör (vereség  Wes Newton ellen 1–4)
- 2015: Negyeddöntő (vereség  Michael van Gerwen ellen 2–5)
- 2016: Első kör (vereség  Alan Norris ellen 0–3)
- 2017: Második kör (vereség  Daryl Gurney ellen 3–4)
- 2018: Második kör (vereség  Mensur Suljović ellen 2–4)
- 2019: Első kör (vereség  Daniel Larsson ellen 1–3)